# Renault 9/11
Die Schwestermodelle Renault 9 und Renault 11 – kurz R9 und R11 – des französischen Automobilherstellers Renault sind Fahrzeuge der unteren Mittelklasse mit vorn quer eingebautem Vierzylinder-Verbrennungsmotor und Frontantrieb. 
Der im September 1981 eingeführte R9 ist eine Stufenhecklimousine mit vier Türen. Im Mai 1983 erschien der drei- oder fünftürige R11 mit Schrägheck und großer, gläserner Heckklappe.

## Geschichte
Die Modelle Renault 9 und 11 wurden in Zusammenarbeit mit der American Motors Corporation (AMC) entwickelt. Weil von Anfang ein Vertrieb der Fahrzeuge in den USA vorgesehen war, erhielt die Baureihe den Namen „Macadam Star“.
Die in Amerika gefertigten Fahrzeuge hießen Alliance (R9) bzw. Encore (R11). Der Alliance wurde in den USA zudem als offene zweitürige Cabrio-Version Convertible angeboten, die nicht auf den europäischen Markt kam. 
Zum Fahrwerk gehörten MacPherson-Federbeine und Querlenker vorn und gezogene Schwingen (Längslenker) mit Torsionsstäben hinten (es gab zwei Versionen: mit zwei oder vier Torsionsstäben).
Die vordere Radaufhängung saß mit Lenkung und der Motor- und Getriebeeinheit auf einem verwindungssteifen Fahrschemel, der mit vier Befestigungsbolzen am Vorderbau verschraubt war. Die langen Federwege beider Achsen ermöglichten eine komfortable, nicht zu straffe Federung.  
Zum Komfort der Insassen trugen auch die vorderen „Schaukelsitze“ bei; dabei ließ sich der Neigungswinkel der Sitzfläche wie bei einer Schaukel verändern und dem Bedürfnis der Insassen anpassen. Einhergehend mit dieser speziellen Schienenkonstruktion nahmen die Sitzlängsverstellschienen knapp die Hälfte der sonst üblichen Breite ein („Monotrace-Sitz“ genannt); dies erlaubte den hinten sitzenden Passagieren, ihre Füße links und rechts unterhalb der Vordersitze zu platzieren. Mit dem Wechsel zum Typ R19 entfiel diese Lösung zu Gunsten insgesamt breiterer Sitzflächen. 
Grundstock der Motorisierung war der seit 1962 gebaute Cléon-Fonte-Ottomotor mit 4 Zylindern, seitlicher Nockenwelle, fünffach gelagerter Kurbelwelle, 1108 cm³ Hubraum und 35 kW (48 PS). Außerdem angeboten wurden: Cléon-Fonte mit 1237 cm³ und 40 kW (54 PS), 1,4-l-Saugmotoren mit 44 kW (60 PS) (Normalbenzin; später mit 50 kW (68 PS), auch als „Automatic“-Version) sowie mit 53 kW (72 PS) über die 1,4-l-Turboversion mit 77 kW (105 PS; ab Herbst 1986 mit 85 kW/115 PS) bis zum neueren F2N-/F3N-Motortyp (OHC/mit obenliegender Nockenwelle sowie Zahnriemenantrieb) als 1,7 l mit 60 kW (82 PS; später 66 kW/90 PS in den letzten Modelljahren) und 69 kW (94 PS) beim GTE. In Deutschland und der Schweiz war dieser Motor ab Herbst 1984 mit ungeregeltem Katalysator, elektronischer Saugrohreinspritzung und einer Leistung von 54 kW (73 PS) erhältlich. Ein 1,6 Liter großer Dieselmotor der neuen F8M-Motorengeneration mit 40 kW (54 PS) komplettierte im Herbst 1982 das Angebot.
Als Basis für den Rallye-Sport dienten in erster Linie die aufgeladenen Turboversionen, die Renault Sport in den internationalen Gruppen N und A hatte homologieren lassen. 

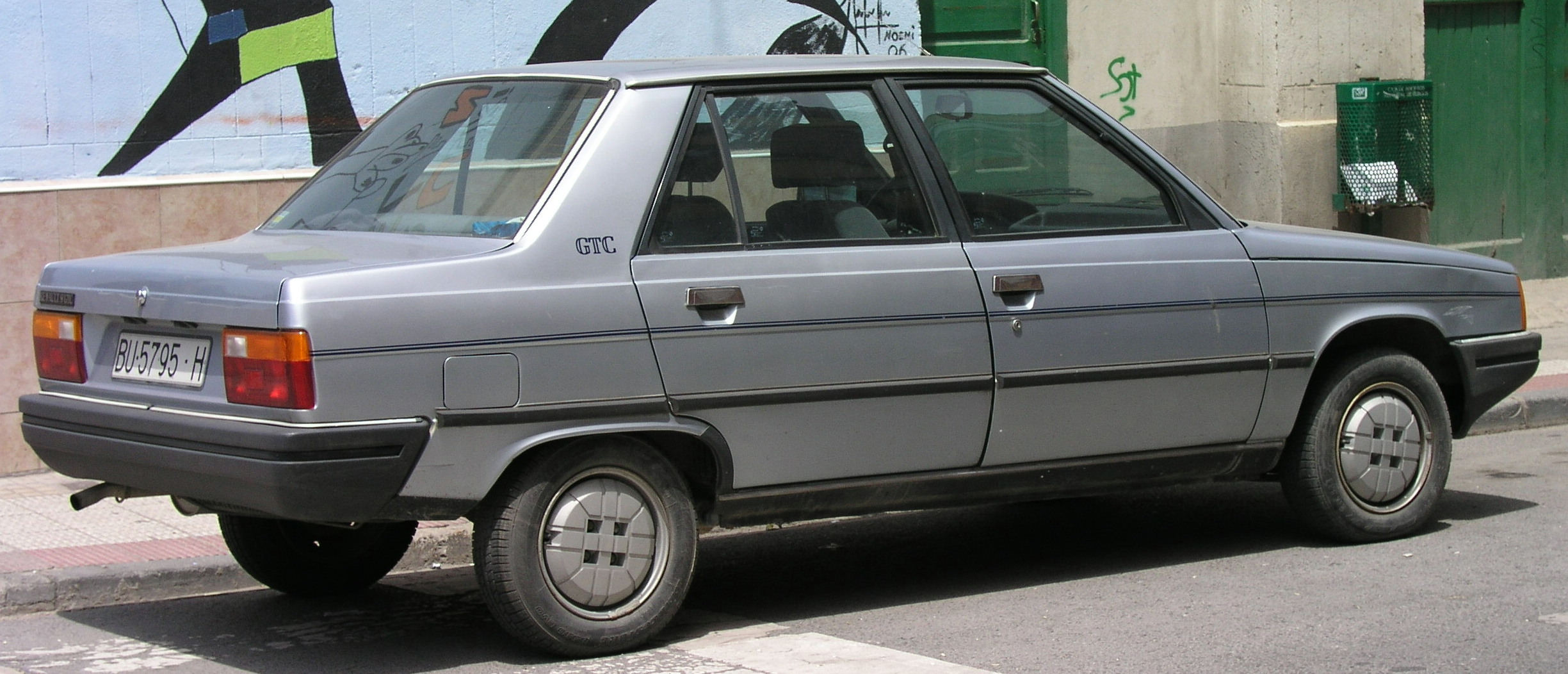
Heckansicht
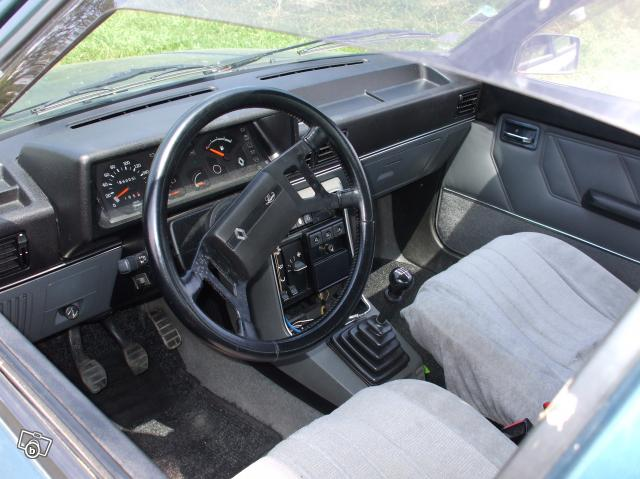
Cockpit
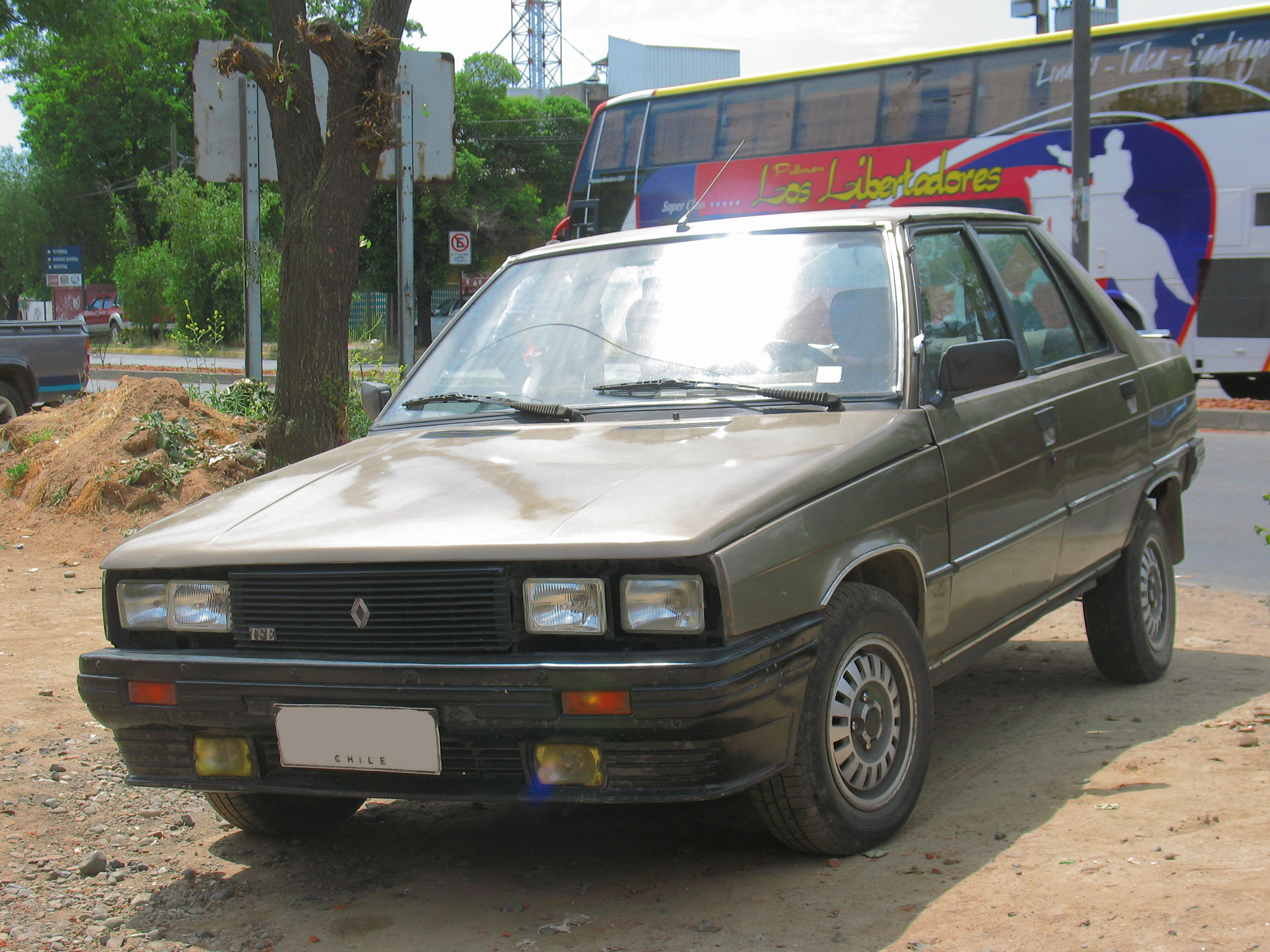
Renault 9 TSE (1986)
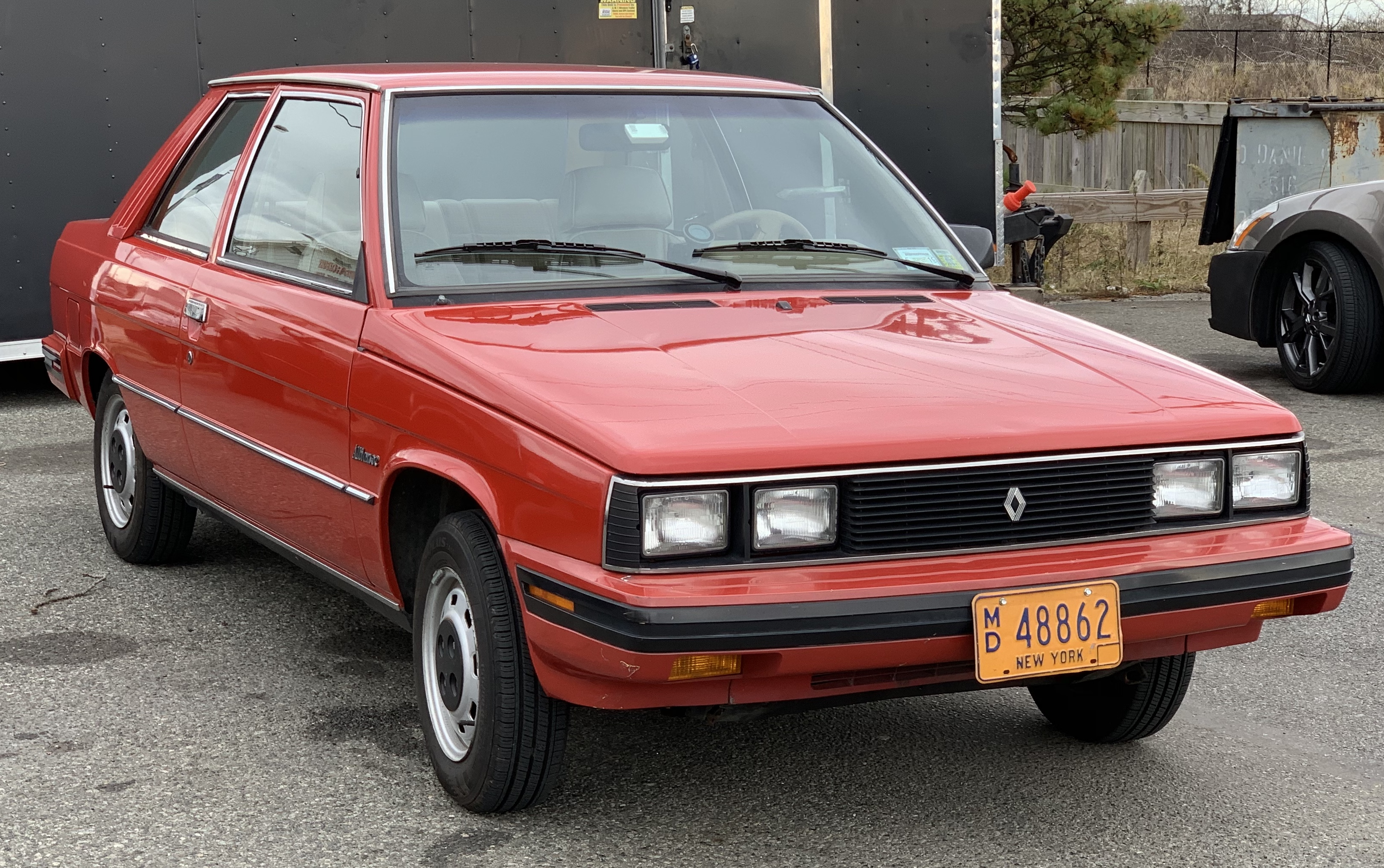
Renault Alliance
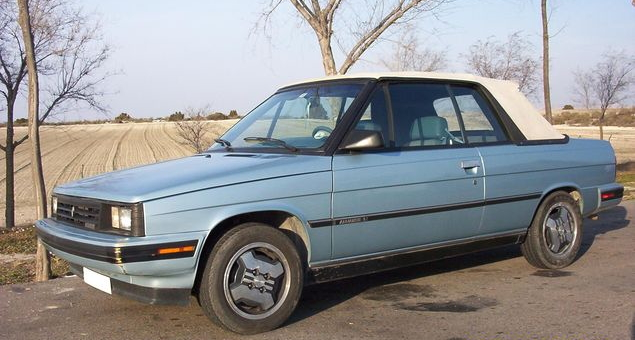
Renault Alliance Convertible (nur USA)
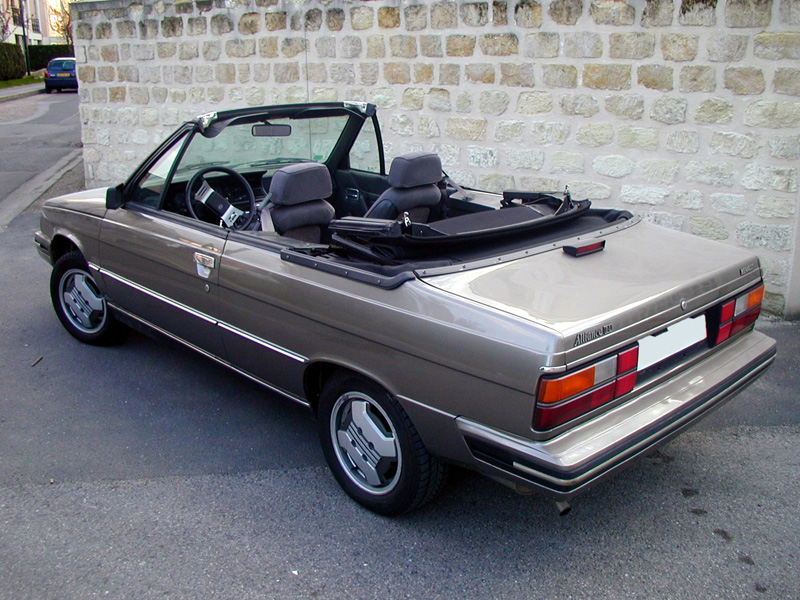
Heckansicht, offen
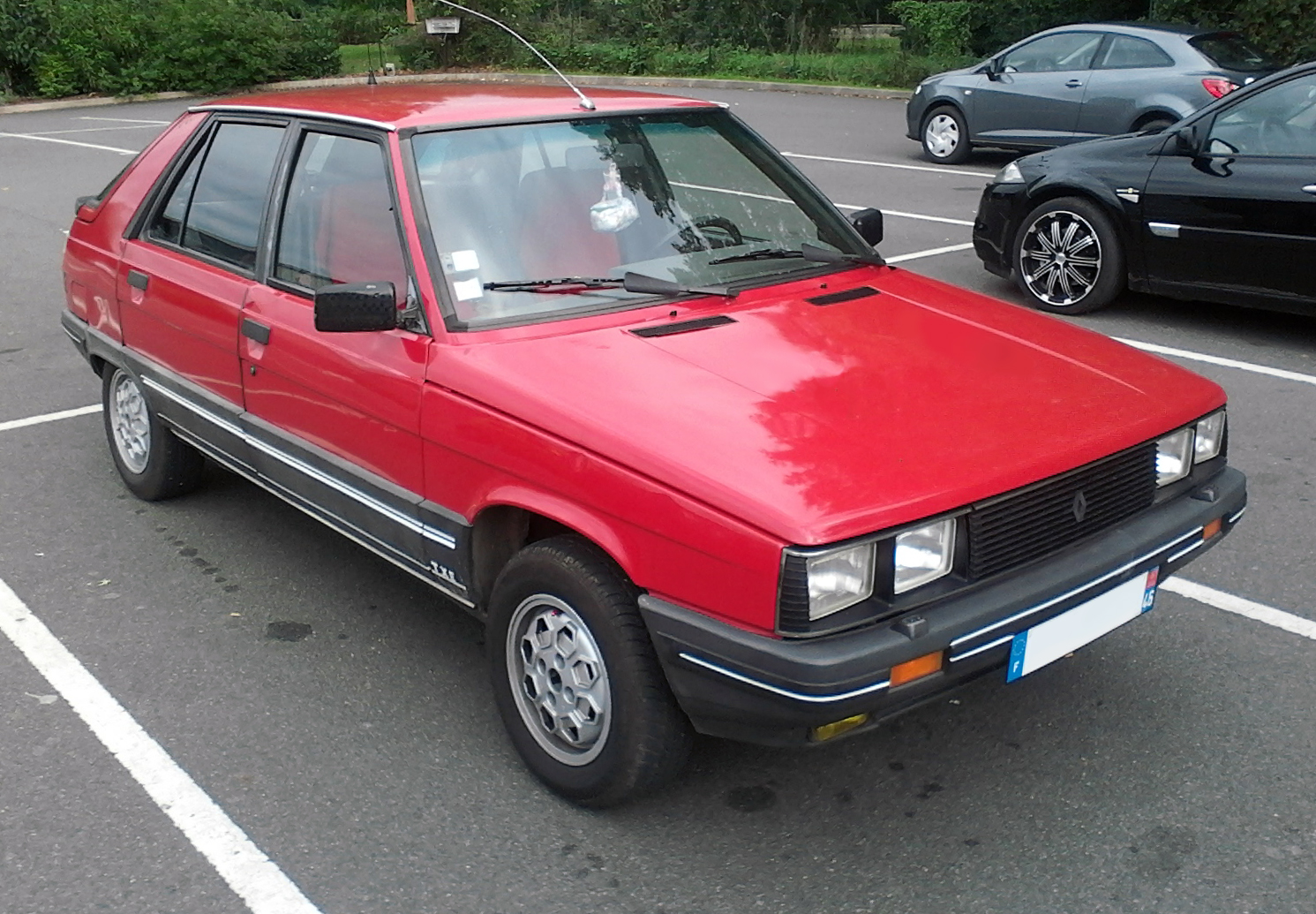
Renault 11 (1983–1986)
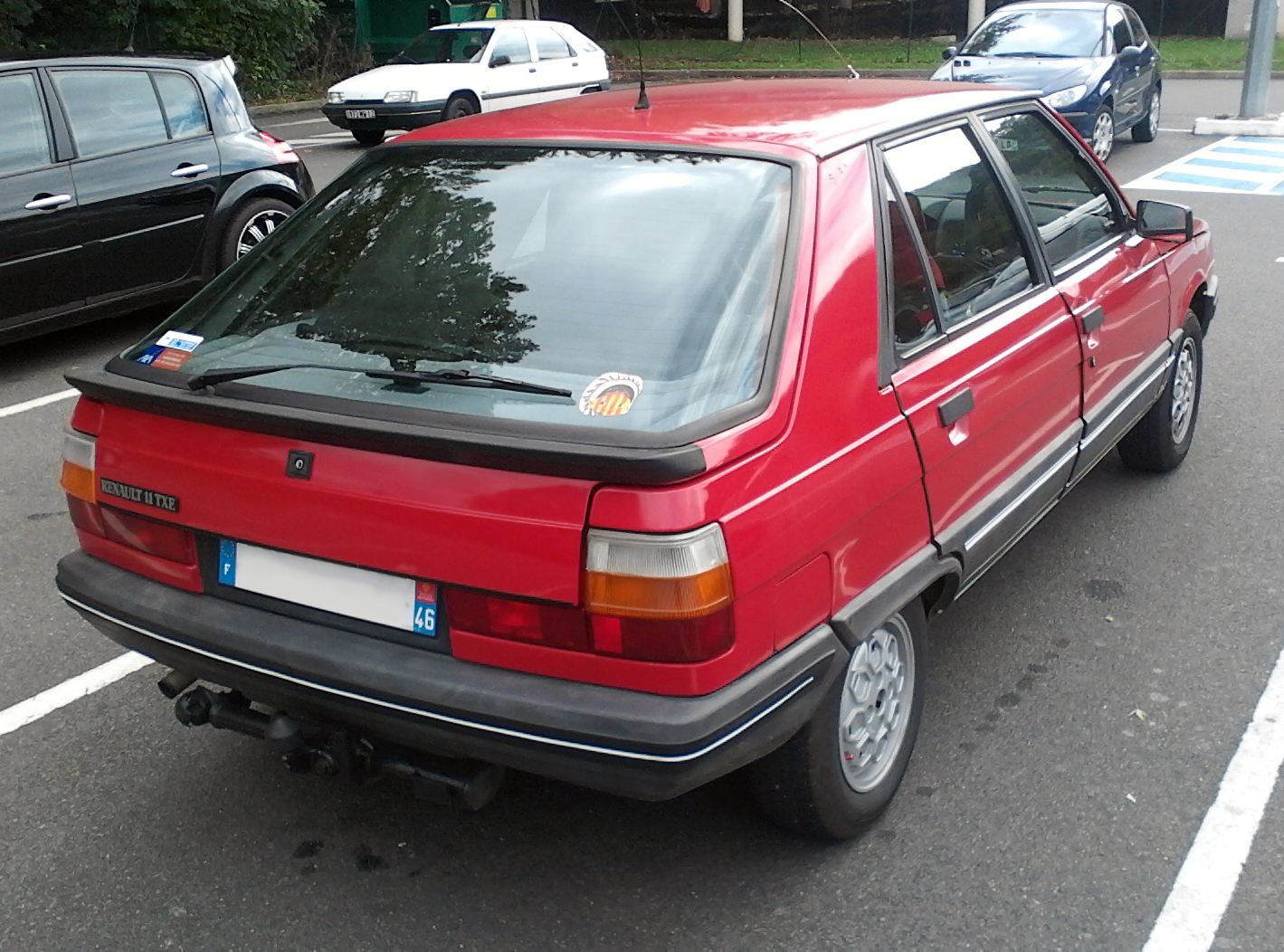
Heckansicht
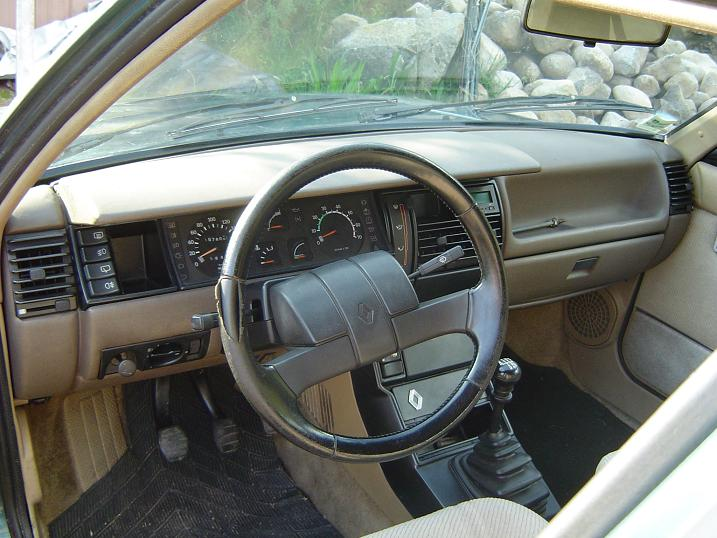
Cockpit
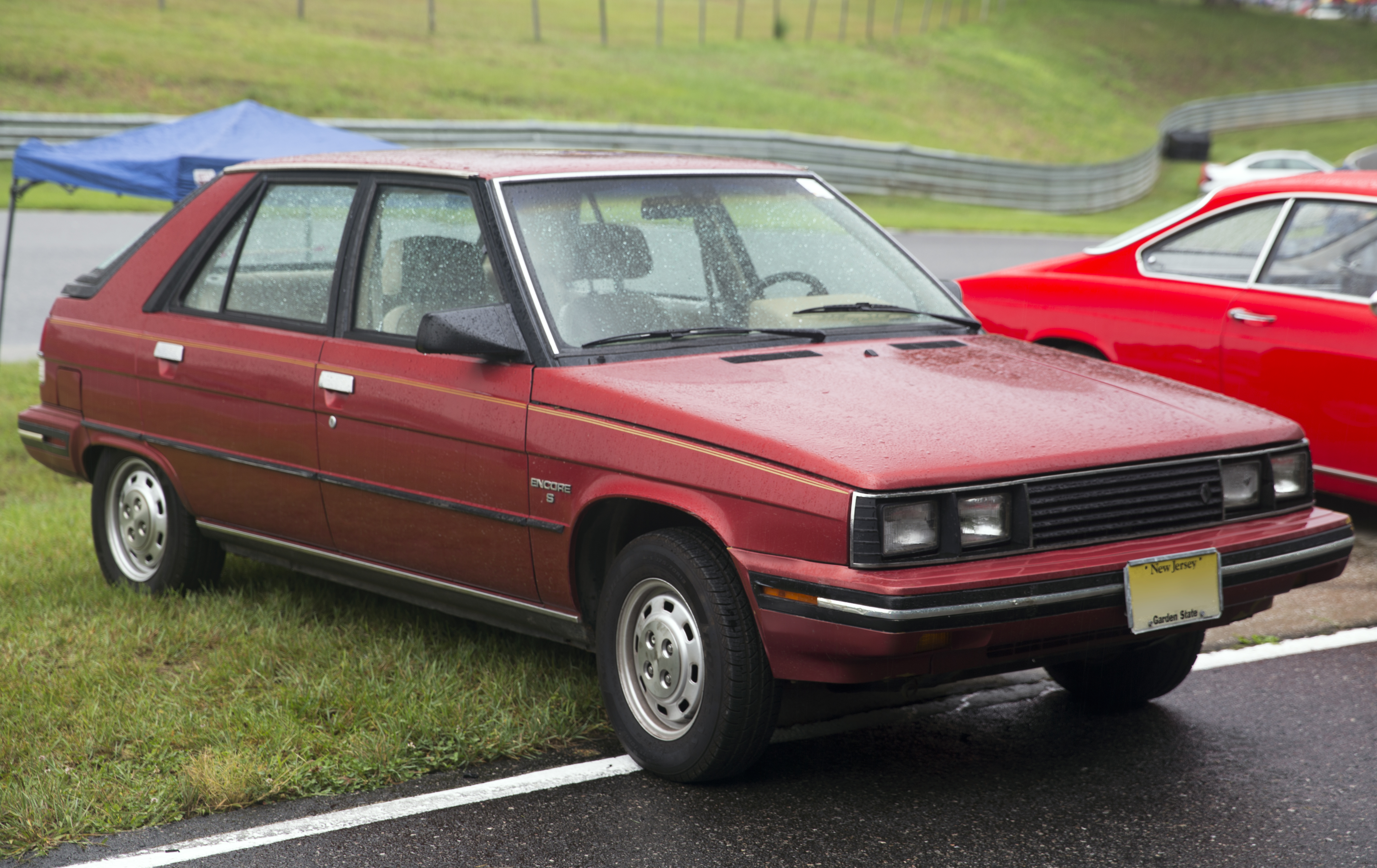
Renault Encore
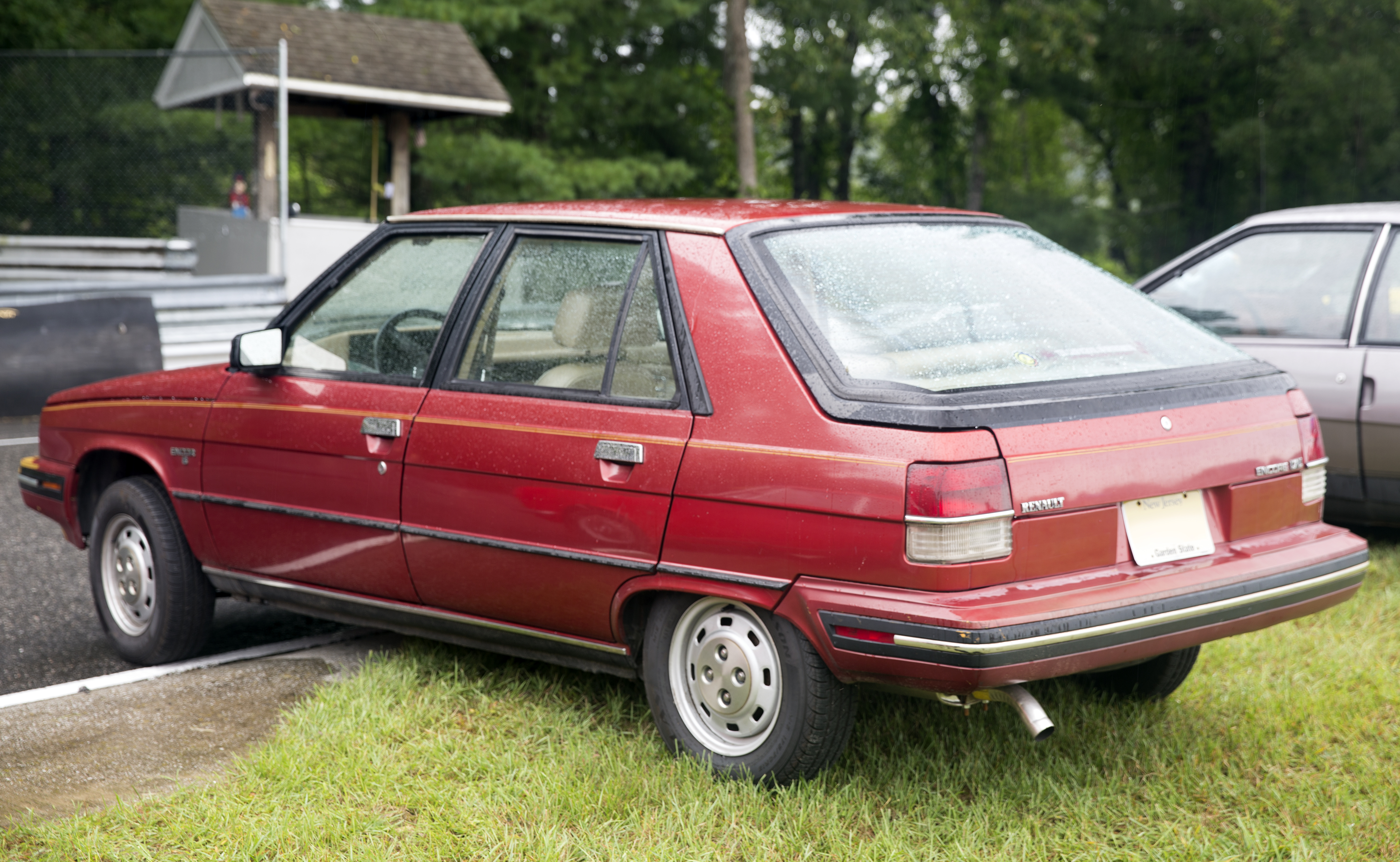
Heckansicht

### Modellpflege
Im Oktober 1986 wurden der R9 sowie der R11 einem Facelift unterzogen, wobei insbesondere die Fahrzeugfront überarbeitet wurde. Die charakteristischen kleinen rechteckigen Doppelscheinwerfer des R11 der Phase 1 wichen größeren, leicht schräg geneigten einfachen Scheinwerfern, bei den besser ausgestatteten Modellen wie TXE/GTE breiteren Doppelkammerleuchten. Auch wurden die vorderen Blinkleuchten vom Stoßfänger an die Scheinwerfer verlegt (Phase 2). Hinzu kamen abgedunkelte Heckleuchten sowie die Verlegung des hinteren Nummernschildes in den Stoßfänger. Voluminösere, teilweise auch lackierte Stoßfänger mit deutlicher Spoiler-Kantenausprägung vorn und Motorversionen mit weniger Abgasen für verschiedene Märkte wie Deutschland und die Schweiz zogen eine verstärkte Nachfrage nach sich. 
Eine Besonderheit war der Renault Luxmore, der von Sanfu Motors in Taiwan hergestellt wurde. Dabei handelte es sich um einen Renault 9 der Phase 2 mit einem Heck und Interieur ähnlich dem Renault 19.
Die Produktion von R9 und R11 endete in Frankreich und Spanien im Dezember 1988 mit dem Wechsel zum Renault 19, der vom italienischen Designbüro Italdesign gestaltet wurde. In Argentinien, Kolumbien und der Türkei wurde die Produktion fortgesetzt, in der Türkei bis zum Jahr 2000 als Renault Broadway. Nachfolger wurde dort der Renault Symbol, die Stufenheckversion des Renault Clio.

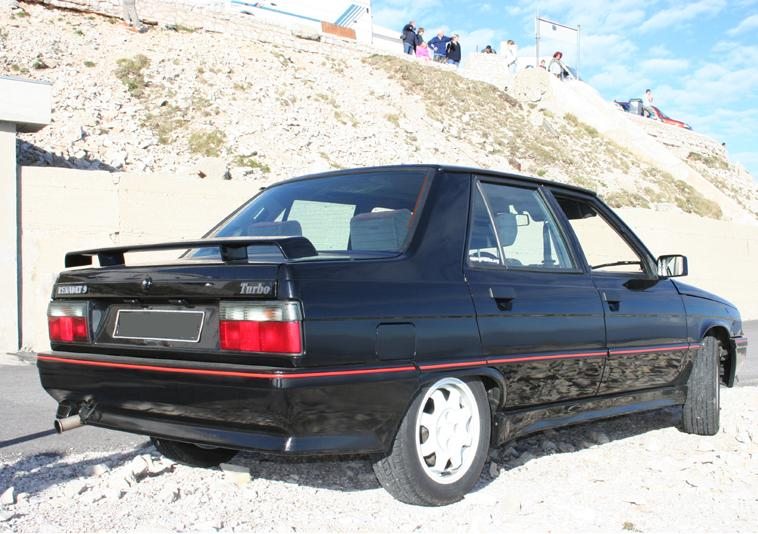
Renault 9 (1986–1988)
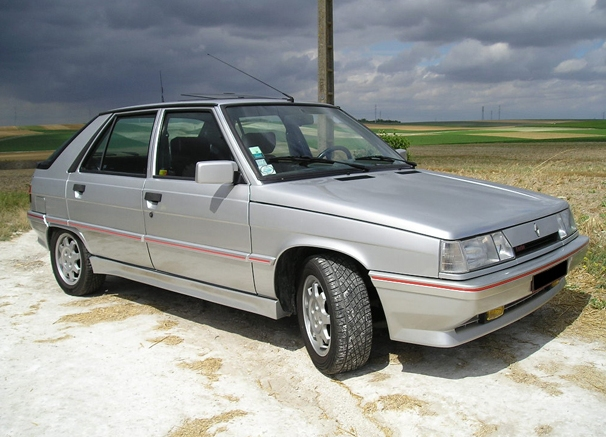
Renault 11 (1986–1988)
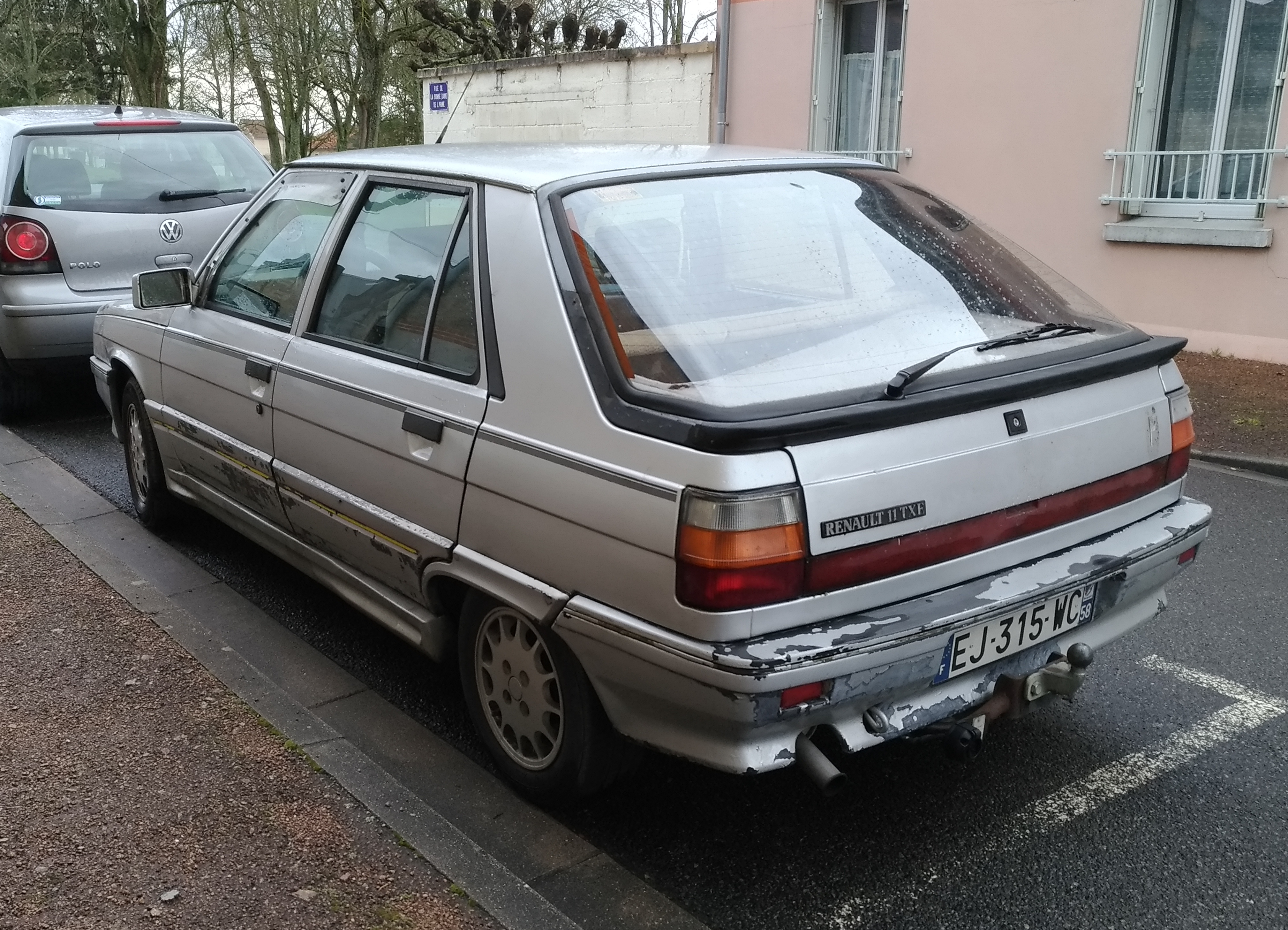
Heckansicht
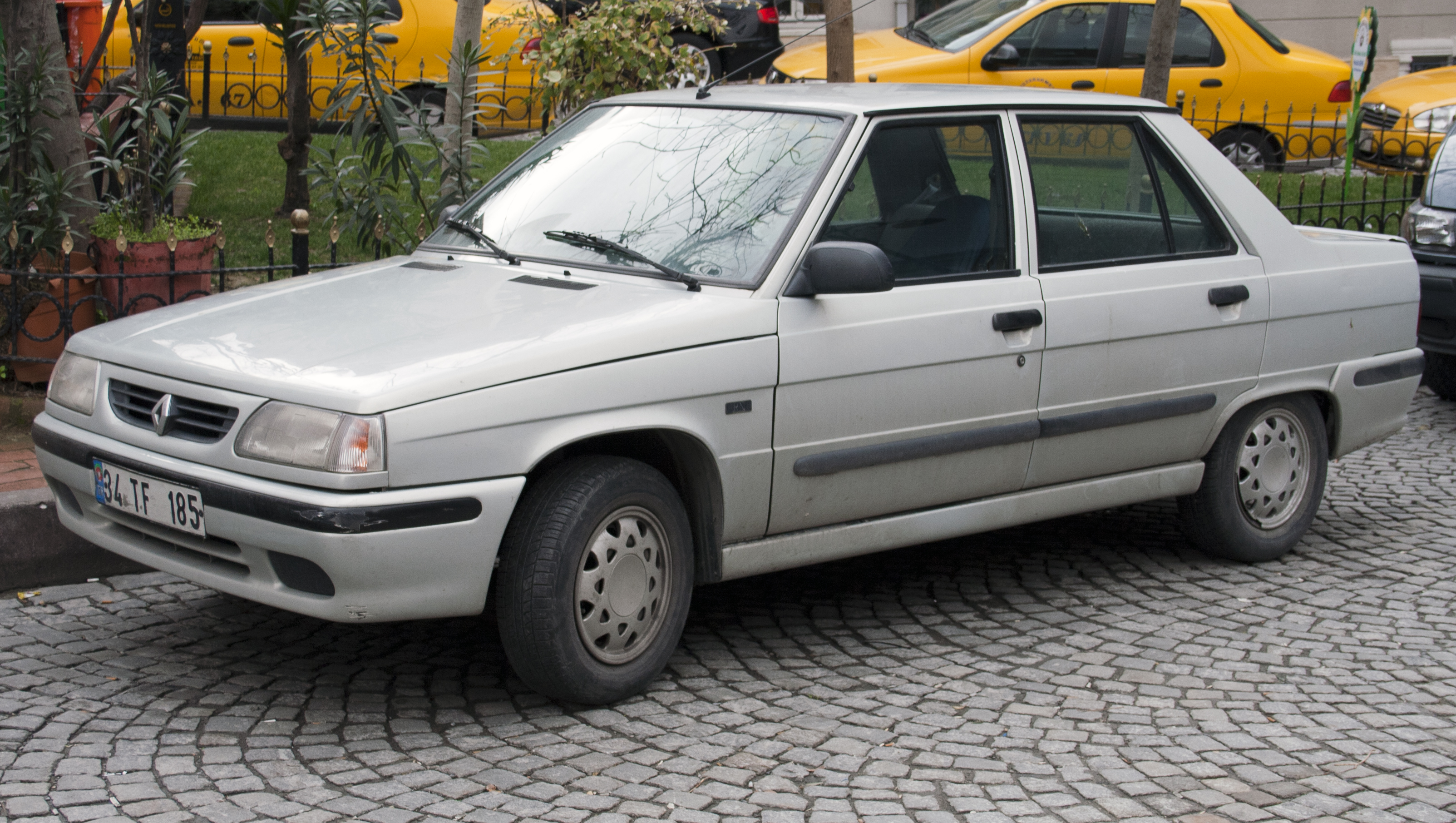
Renault Broadway
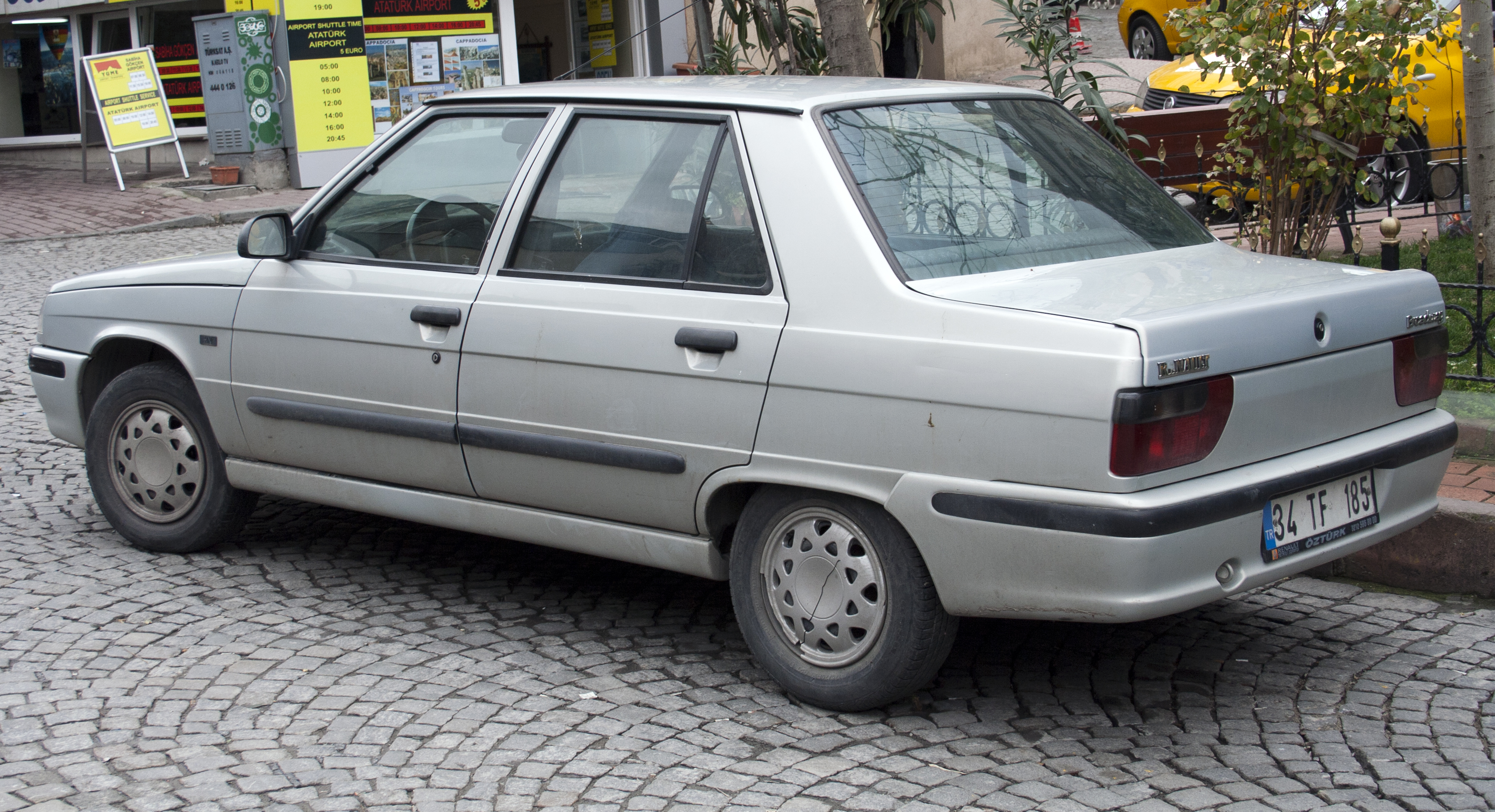
Heckansicht

## Technische Daten
| Modell               | Hubraum  | Max. Leistung                 | Max. Drehmoment     | Motortyp            | 0–100 km/h | Vmax     | Baujahr         |
| -------------------- | -------- | ----------------------------- | ------------------- | ------------------- | ---------- | -------- | --------------- |
| Ottomotoren          |          |                               |                     |                     |            |          |                 |
| C, TC, GTC           | 1108 cm³ | 35 kW (48 PS) bei 5250/min    | 80 Nm bei 2500/min  | C1E 715/720         | 21,6 s     | 140 km/h | 09/1981–05/1987 |
| C, TC                | 1237 cm³ | 40 kW (54 PS) bei 5250/min    | 88 Nm bei 3000/min  | C1G 700/710         | 16,0 s     | 146 km/h | 09/1985–12/1988 |
| TL, GTL, TLE         | 1397 cm³ | 44 kW (60 PS) bei 5250/min    | 102 Nm bei 3000/min | C1J 715/C2J 730     | 15,7 s     | 155 km/h | 12/1981–12/1988 |
| TL, GTL              | 1397 cm³ | 50 kW (68 PS) bei 5250/min    | 109 Nm bei 3000/min | C2J 720/766/767/768 | 13,1 s     | 160 km/h | 09/1985–12/1988 |
| Automatic            | 1397 cm³ | 50 kW (68 PS) bei 5250/min    | 109 Nm bei 3000/min | C2J 718/757         |            | 153 km/h | 09/1981–12/1985 |
| TSE, GTS, Electronic | 1397 cm³ | 53 kW (72 PS) bei 5750/min    | 106 Nm bei 3500/min | C2J 717/755         | 13,0 s     | 161 km/h | 05/1983–12/1985 |
| GTX, TXE             | 1721 cm³ | 60 kW (82 PS) bei 5000/min    | 135 Nm bei 3250/min | F2N 700/704         |            | 170 km/h | 10/1983–12/1987 |
| GTX, TXE             | 1721 cm³ | 66 kW (90 PS) bei 5500/min    | 138 Nm bei 3000/min | F2N 708/710/798     | 10,7 s     | 177 km/h | 10/1986–12/1988 |
| GTX, TXE 1           | 1721 cm³ | 54 kW (73 PS) bei 5000/min    | 127 Nm bei 2750/min | F3N 718             |            |          | 10/1984–12/1988 |
| GTE 2                | 1721 cm³ | 69 kW (94 PS) bei 5200/min    | 143 Nm bei 3000/min | F3N 708             |            |          | 06/1987–12/1988 |
| Turbo                | 1397 cm³ | 77 kW (105 PS) bei 5500/min   | 162 Nm bei 2500/min | C1J 760/764         |            | 182 km/h | 04/1984–10/1986 |
| Turbo                | 1397 cm³ | 85 kW (115 PS) 3 bei 5750/min | 165 Nm bei 3000/min | C1J 770/782         | 8,5 s      | 190 km/h | 10/1986–12/1988 |
| Dieselmotoren        |          |                               |                     |                     |            |          |                 |
| TD, GTD, TDE         | 1595 cm³ | 40 kW (54 PS) bei 4800/min    | 100 Nm bei 2250/min | F8M 700/720/730     | 16,0 s     | 146 km/h | 10/1982–12/1988 |

## Besonderes
Aus dem Renault 11 TSE wurde Ende 1983 der TSE Electronic entwickelt, dessen 53 kW (72 PS) starker 1,4-l-Motor mit einem Registervergaser ausgestattet war, ab Herbst 1984 auch in der Version TXE mit 1,7 Liter Hubraum und 54 kW (73 PS). 
Statt analoger Anzeigen hatte der Wagen ein dreiteiliges Tableau im Armaturenbrett, das die Drehzahl, die Geschwindigkeit und den Tankfüllstand digital anzeigte. Außerdem wurden die Daten eines Bordrechners, zum Beispiel Durchschnitts- oder Momentanverbrauch, digital angezeigt. Weiterhin machte das Auto in synthetischer Sprache den Fahrer beispielsweise darauf aufmerksam, dass die Türen nicht richtig geschlossen waren, die Beleuchtung nach Verlassen des Fahrzeugs nicht ausgeschaltet war oder der Motor zu heiß wurde. Ein Audio-HiFi-System (4 × 20 Watt Ausgangsleistung) von Philips, das vom Lenkrad aus zu bedienen war, komplettierte die Ausstattung dieser Serie. Es war das erste französische Automodell, das mit diesen Funktionen in großer Serie gebaut wurde. Sie wurden später in vielen Modellen Standard, wie beim Renault 25 oder beim Renault Safrane, bei denen das Fahrzeug mit Hilfe einer synthetischen Stimme kommunizierte.
Darüber hinaus gab es eine Reihe unterschiedlicher Sondermodelle. Besonders verbreitet waren die Ausführungen Spring (in Weiß) bzw. der Spring 2 (in Silbergrau-Metallic). Beide waren ausschließlich in der im Herbst 1986 überarbeiteten Variante verfügbar.
Nach dem Abschlussbericht des Bundesamtes für Wirtschaft und Ausfuhrkontrolle wurden 29 Renault 9 zugunsten der Umweltprämie zwischen dem 27. Januar 2009 und dem 31. Juli 2010 verschrottet.